# Les Avanchers-Valmorel
Les Avanchers-Valmorel è un comune francese di 773 abitanti situato nel dipartimento della Savoia della regione dell'Alvernia-Rodano-Alpi.

## Società

### Evoluzione demografica
Abitanti censiti